# Лицарі золотого кола
Лицарі золотого кола (англ. Knights of the Golden Circle) — таємна напіввійськова організація, що діяла в 1850-1860 роках на Середньому Заході США. Члени організації були прихильниками південних штатів і планували створити рабовласницькі штати на території Мексики, Центральної Америки і островів Карибського моря. Загальна кількість Лицарів сягала 250—300 тисяч людей, в основному зі штатів Огайо, Індіана, Айова, Вісконсин, Кентуккі і південно-західної Пенсільванії. В 1863 році організація змінила назву на Орден американських лицарів, а в 1864 році називалась Сини свободи.
В роки громадянської війни Лицарі золотого кола виступали проти військових дій і мобілізації. Вони планували усунути уряд Лінкольна, відновити владу демократів і поновити мир з КША, повернувши південні штати в Союз на попередніх умовах. Організація досить ефективно підбурювала солдатів армії США до дезертирства і перешкоджала вербування нових рекрутів, проте головної мети Лицарям досягти не вдалося. Організація фактично припинила своє існування в 1864 році після арешту її керівників і конфіскації зброї американським урядом.